# 크리스티안 솅크
크리스티안 솅크(독일어: Christian Schenk, 1965년 2월 9일 ~ )는 전 동독의 육상 선수로, 1988년 서울 올림픽 10종 경기 금메달리스트였다.
로스토크 출신으로 독일 통일 후에 열린 세계 육상 선수권 대회에서 10종 경기 3위를 하였다.
부상을 당하여 1992년 바르셀로나 올림픽을 놓치다가, 이듬해 슈투트가르트에서 열린 세계 육상 선수권 대회에서는 4위를 하였다.
그의 최고 기록은 1993년 8월 슈투트가르트에서 성취를 거둔 8500점이었다. 그 득점은 위르겐 힝젠, 우베 프라이무트, 지그프리트 벤츠, 프랑크 부제만, 토르스텐 포스, 기도 크라치머, 파울 마우어, 지그프리트 슈타르크에 이어 그를 독일의 10종 경기 선수들 순위 9위에 들게 하였다.
그는 롤프 바일슈미트와 함께 높이뛰기 2.27m에서 10종 경기의 세계 기록을 나누었다.